# Adernamento

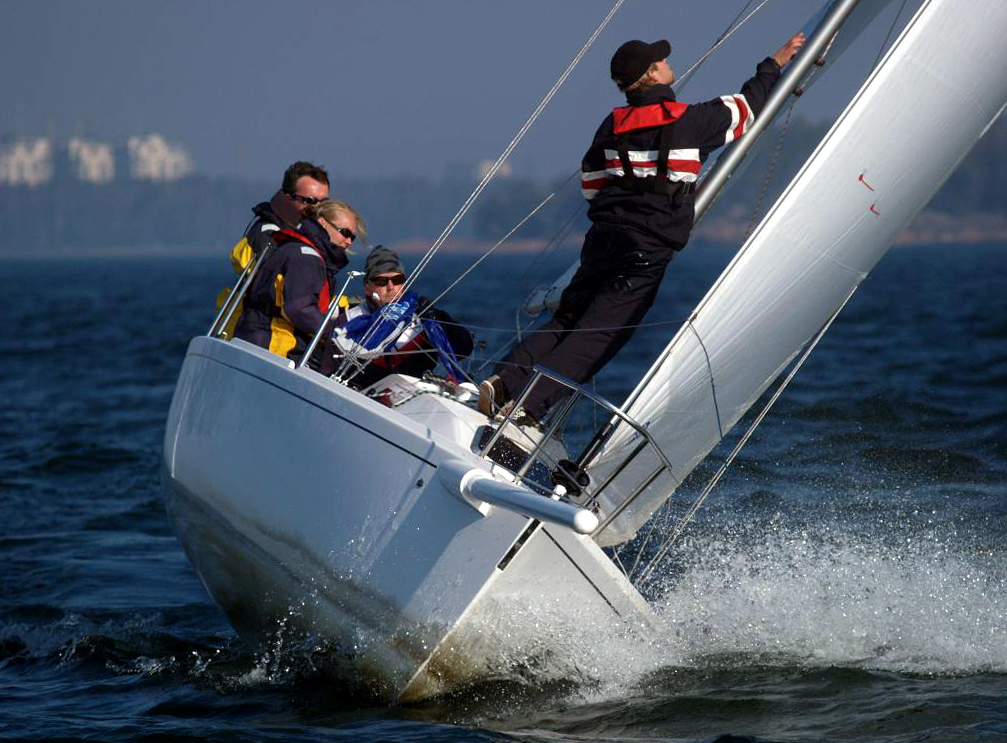
Veleiro em navegação, adernado para bombordo.

No âmbito náutico, o adernamento, adornamento ou banda é a inclinação em graus de uma embarcação para um dos seus bordos (bombordo ou estibordo/boreste).

## Inclinação
Quando um navio não tem qualquer adernamento, ou seja quando não tem qualquer inclinação no seu sentido transversal diz-se que está aprumado. Assim, "aprumar" ou "trazer um navio a prumo" significa retirar o adernamento a um navio.
Com pouco vento um pouco de adernamento é benéfico por se expor uma maior superfície da vela ao  vento aumentando o "saco". Quando há vento deve manter-se o barco mais aprumado possível pois a inclinação excessiva faz com que uma área maior do casco fique submersa, aumentando o arrasto e reduzindo a velocidade do barco, pois que a quilha perde eficácia com respectivo aumento da deriva .
Há um outro movimento de inclinação mas no sentido longitudinal conhecido por arfada e que nos casos extremos também pode ter efeitos graves.

## Capotamento
Nos casos extremos de adernamento depois de uma rajada de vento ou uma manobra mal executada pode verificar-se um capotamento, quando o veleiro se deita na água ou fica com o casco virado para cima. Isto verifica-se nos veleiros ligeiros porque com os de quilha em ferro ou aço estes são actualmente auto-reverseiveis, no sentido em que retomam a posição normal mesmo fazendo em casos extremos um 360 0.